# Nectamia fusca
Nectamia fusca är en fiskart som först beskrevs av Jean René Constant Quoy och Joseph Paul Gaimard 1825.  Nectamia fusca ingår i släktet Nectamia och familjen Apogonidae. IUCN kategoriserar arten globalt som livskraftig. Inga underarter finns listade i Catalogue of Life.